# Sybra catalana
Sybra catalana là một loài bọ cánh cứng trong họ Cerambycidae.